# Nabeshima Naotsugu

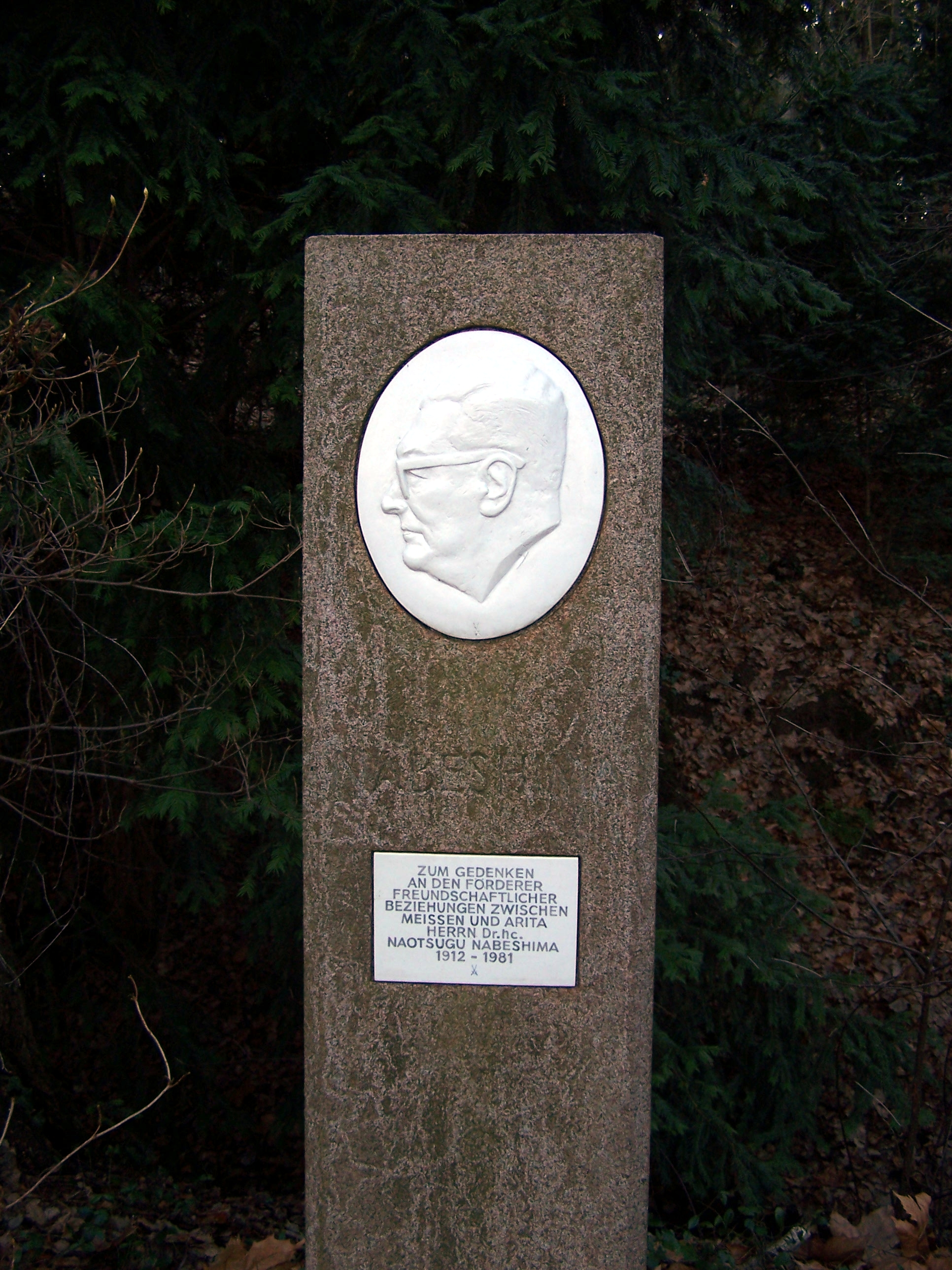
Nabeshima-Stele im Arita-Hain in Siebeneichen, Meißen

Nabeshima Naotsugu (jap. 鍋島 直紹; * 19. Mai 1912 in Kashima, Präfektur Saga in Japan; † 16. November 1981 in Tokio) war Gouverneur der Präfektur Saga, Staatsminister und Erforscher der Geschichte des japanischen Porzellans.

## Leben
Die Familie Nabeshima gehört zu den alten Fürstengeschlechtern Japans und herrschte durch die Edo-Zeit über das Saga-han. Nabeshima Naotsugu wurde als Sohn von Nabeshima Naotada geboren, der von 1911 bis 1914 an der Forstakademie Tharandt studiert hatte. Nabeshima Naotsugu studierte an der Kaiserlichen Universität Kyūshū in Fukuoka Landwirtschaft, die er 1936 abschloss. Danach arbeitete er im Ministerium für Landwirtschaft und Forsten, in dem er aber 1944 kündigte. Nach dem Krieg war er Mitglied des Bildungsausschusses (教育委員, kyōiku-iin) der Präfektur Saga, Vorsitzender des Forstgenossenschaftsverbandes (森林組合連合会会長, shinrin kumiai rengōkai kaichō) der Präfektur und Direktor der landwirtschaftlichen Genossenschaft von Kashima (鹿島町農協組合長, Kashima-chō nōkyō kumiaichō). Im Jahr 1951 wurde er der zweite gewählte Gouverneur der Präfektur Saga und blieb dies nach einer Wiederwahl bis 1959. Bei der Sangiin-Wahl 1959 trat er erfolgreich für die Liberaldemokratische Partei (LDP) im Wahlkreis Saga an. Danach wurde er noch dreimal wiedergewählt. Innerhalb der LDP gehörte er zur Miki-Faktion. Im Jahr 1967 wurde er Leiter der Behörde für Wissenschaft und Technik Japans und damit Staatsminister im ersten umgebildeten Kabinett Satō II. Bei der erneuten Umbildung des Kabinetts ein Jahr später verlor er diesen Posten.

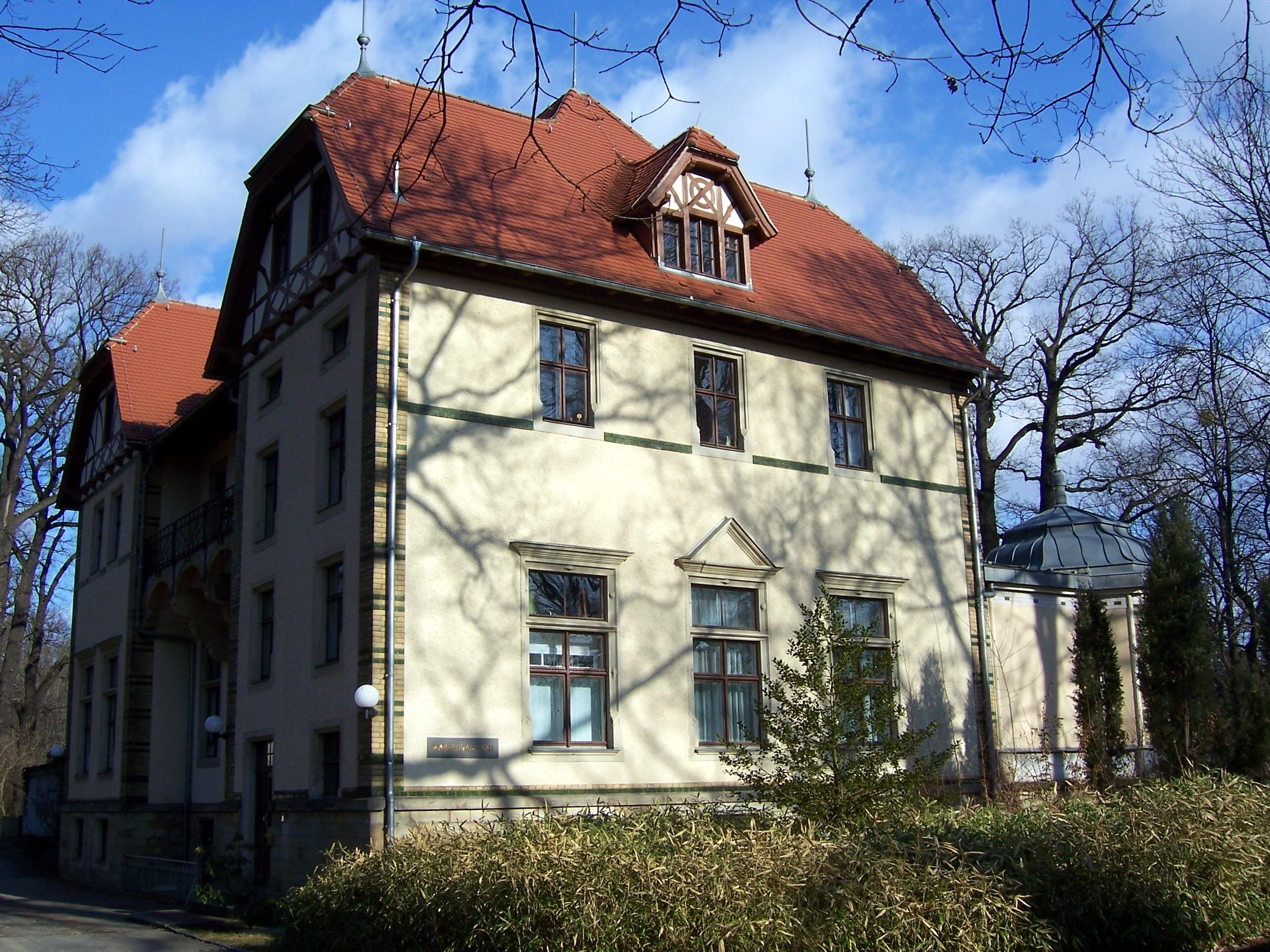
Nabeshima-Bau der Technischen Universität Dresden

Nabeshima Naotsugu machte sich auch außerhalb Japans mit seinen Arbeiten zur Geschichte des japanischen Porzellans verdient. Er veröffentlichte zahlreiche Werke über das Porzellan, wie Das Studium der Porzellane im Nabeshima-Clan oder Porzellane im Kakiemon-Stil, und förderte die Gründung von Forschungsstätten, die sich mit der Geschichte japanischer Porzellane beschäftigten. Für seine kulturhistorische Arbeit, die sich auch mit der Verbindung des japanischen Arita-Porzellans, dessen Unterart unter anderem der Nabeshima-Stil ist, und dem Meißner Porzellan beschäftigte, wurde Nabeshima Naotsugu 1980 die Ehrendoktorwürde durch die Technische Universität Dresden verliehen. Im Jahr 1982 erhielt das Gebäude der Fachrichtung Wasserwesen des Instituts für Grundwasserwirtschaft der TU Dresden den Namen Nabeshimas. Die universitäre Nutzung des Gebäudes endete 2010.
Nach seinem Tod erhielt die TU Dresden 1983 von Nabeshimas Witwe das sogenannte „Nabeshima-Geschenk“. Es besteht aus 20 wertvollen Lackarbeiten, seltenen Schreibzeugen und Gerätschaften, wie einem Bronzespiegel aus dem Jahr 1750, Büchern und persönlichen Gegenständen Nabeshimas. Das „Nabeshima-Geschenk“, das zum Kunstbesitz der TU Dresden gehört, wird heute als Dauerleihgabe im Museum für Völkerkunde Dresden aufbewahrt.